# Unipublic
Unipublic es una agencia organizadora de eventos española, perteneciente a la francesa Amaury Sport Organisation (ASO). Realiza campañas y gestiones para todo tipo de eventos, pero destaca en los deportivos.
Es conocida por ser la empresa organizadora de la Vuelta a España.

## Historia
Unipublic fue fundada en 1975 y pronto se especializó en los deportes de élite, ya que obtuvo derechos de las retransmisiones deportivas de TVE, nacionales e internacionales: Gimnasia rítmica, esquí, ciclismo, baloncesto, etc. En 1983 participó decisivamente en la creación de la Liga ACB de baloncesto, y en 1987 compró los derechos de la sección de baloncesto del Espanyol. La temporada 87-88 la siguió jugando con ese nombre, y a la siguiente pasó a llamarse Club Baloncesto Unipublic, jugando como "Grupo Ifa Barcelona". Al final de ese año se fusionó con el Granollers, jugando como "Grupo Ifa Granollers" y en Granollers; Unipublic se mantuvo activo con el equipo hasta 1991, cuando abandonó su participación en él. También ayudó a crear el Club de Atletismo Larios, seis veces campeón de Europa.
Los derechos de eventos como el fútbol y el ciclismo fueron objeto de guerra de audiencias entre TVE y las primeras cadenas privadas de España. En este contexto, Unipublic creció y desarrolló sus propios medios para mantener su posición independiente, en relación de las programadoras españolas.
En 2005 Antena 3 compró la agencia, donde continuó su proceso de desarrollo en favor de su más importante activo: La Vuelta a España, de la cual es propietaria y principal operadora desde 1979.
En 2008 la Amaury Sport Organisation (ASO) (organizador del Tour de Francia, entre otros eventos deportivos en Francia y en el mundo) se hizo con el 49% de Unipublic y, posteriormente en 2014, se hizo con el 100%, quedando ASO como su único accionista.